# Lito Vidigal
José Carlos Fernandes Vidigal (Luanda, 11 de julho de 1969), conhecido por Lito Vidigal, é um treinador de futebol e ex-futebolista angolano.

## Carreira
No final da época 2007/2008 mudou-se do Ribeirão, clube que disputou a II Divisão e assumiu o comando técnico do Clube de Futebol Estrela da Amadora.
Ainda em Novembro da época 2008/2009 demitiu-se do cargo que ocupava devido ao ambiente que se vivia no clube por vários meses de salários em atraso.
Em Fevereiro de 2009 foi anunciado como novo treinador do Portimonense, após a saída de Vítor Manuel, altura em que a equipa ocupava o 13º lugar da Liga Vitalis 2008/2009.
No final de Outubro de 2009 deixou o Portimonense para treinar uma equipa da Liga Sagres, a União de Leiria.
Na época de 2014/2015, foi o treinador do Belenenses.
Em Maio de 2015, com a cessação de funções de Pedro Emanuel, o Futebol Clube de Arouca contrata Lito Vidigal para a época de 2015/2016, tendo sido a melhor época realizada, até hoje (2016), pelo Futebol Clube de Arouca. A 7 de Maio de 2016, o Futebol Clube de Arouca garantiu, pela primeira vez, orientado por Lito Vidigal, num facto inédito da história deste clube de futebol nortenho, da Área Metropolitana do Porto e da Região do Norte (sediado na Vila de Arouca, no vale do rio Arda), o acesso à Liga Europa da UEFA, a uma jornada de terminar a Liga portuguesa.

## Biografia
Nasceu em Angola em 1969. A sua família vivia numa quinta na zona do actual Lubango, perto da fronteira com a Namíbia. O seu pai era carpinteiro mas também fazia criação de gado e agricultura. A mãe trabalhava na quinta e tomava conta dos filhos, que em Angola eram 12 irmãos - depois ainda nasceu mais um, já no Alentejo.
Devido à guerra, a família fugiu para a Namíbia em 1975 e depois veio para Portugal. Mandaram-nos para Vidago, perto de Chaves. Depois mudaram-se para Elvas, em 1976. Os seus pais tinham amigos em Elvas e por influência deles foram para lá. O seu pai trabalhou na câmara como carpinteiro.